# Walter Matthau
Walter Matthau, nome d'arte di Walter John Matthow (New York, 1º ottobre 1920 – Santa Monica, 1º luglio 2000), è stato un attore statunitense.
Nel 1967 vinse l'Oscar al miglior attore non protagonista per l'interpretazione in Non per soldi... ma per denaro (1966). Successivamente ottenne altre due candidature per Vedovo aitante, bisognoso affetto offresi anche babysitter (1972) e I ragazzi irresistibili (1975).
Assieme a Jack Lemmon formò per anni un proficuo sodalizio artistico iniziato con Non per soldi... ma per denaro (1966), diretto da Billy Wilder, e proseguito con La strana coppia (1968), Prima pagina (1974) e Buddy Buddy (1981), Gli impenitenti (1997), Due irresistibili brontoloni (1993), That's Amore - Due improbabili seduttori (1995) e La strana coppia II (1998). Inoltre i due apparvero, sebbene in scene diverse, nei film drammatici JFK - Un caso ancora aperto (1991) e Storie d'amore (1995). Nel 1971, Lemmon esordì alla regia con Vedovo aitante, bisognoso affetto offresi anche babysitter, con protagonista proprio Matthau.

## Biografia

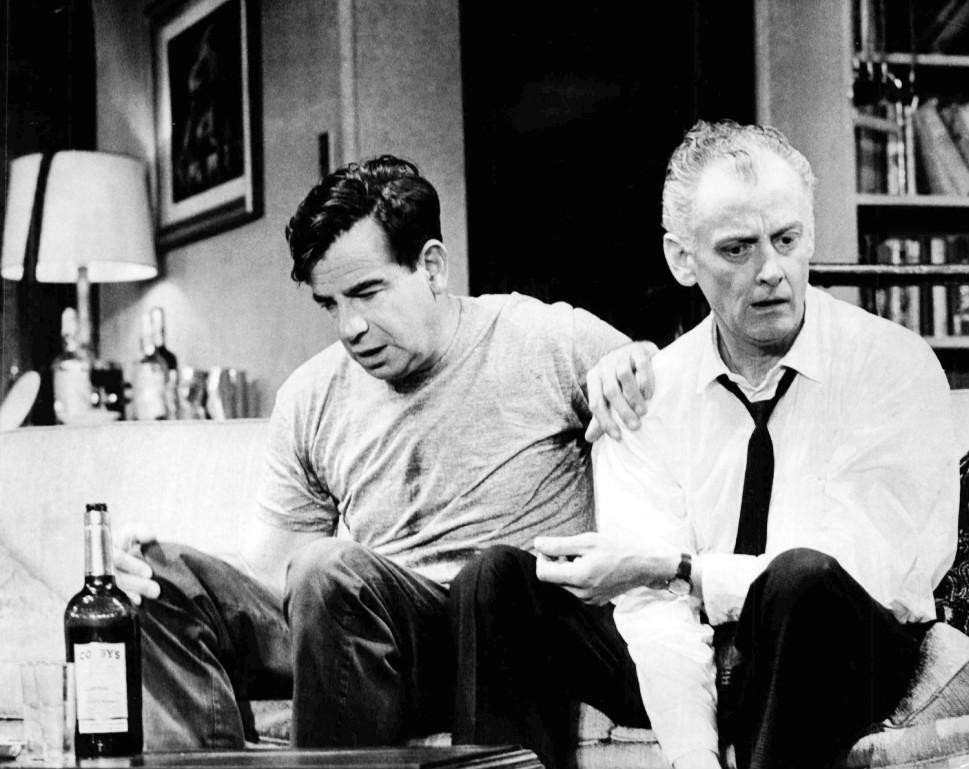
Walter Matthau e Art Carney a Broadway in La strana coppia (1965)

Matthau nacque nel Lower East Side, un quartiere di Manhattan (New York), il 1º ottobre 1920, figlio di Milton Matuschansky poi Matthow, un elettricista e venditore ambulante russo, nato a Kiev (nell'odierna Ucraina), e della lituana Rose Berolsky, operaia presso una fabbrica tessile, entrambi di origine ebraica.
Da ragazzino lavorò come venditore di gelati e, all'età di 22 anni, entrò a far parte dello Yiddish Theatre. Durante la Seconda guerra mondiale si arruolò nell'aviazione e una volta tornato in patria, nel 1947, lavorò a Broadway e per la televisione statunitense.

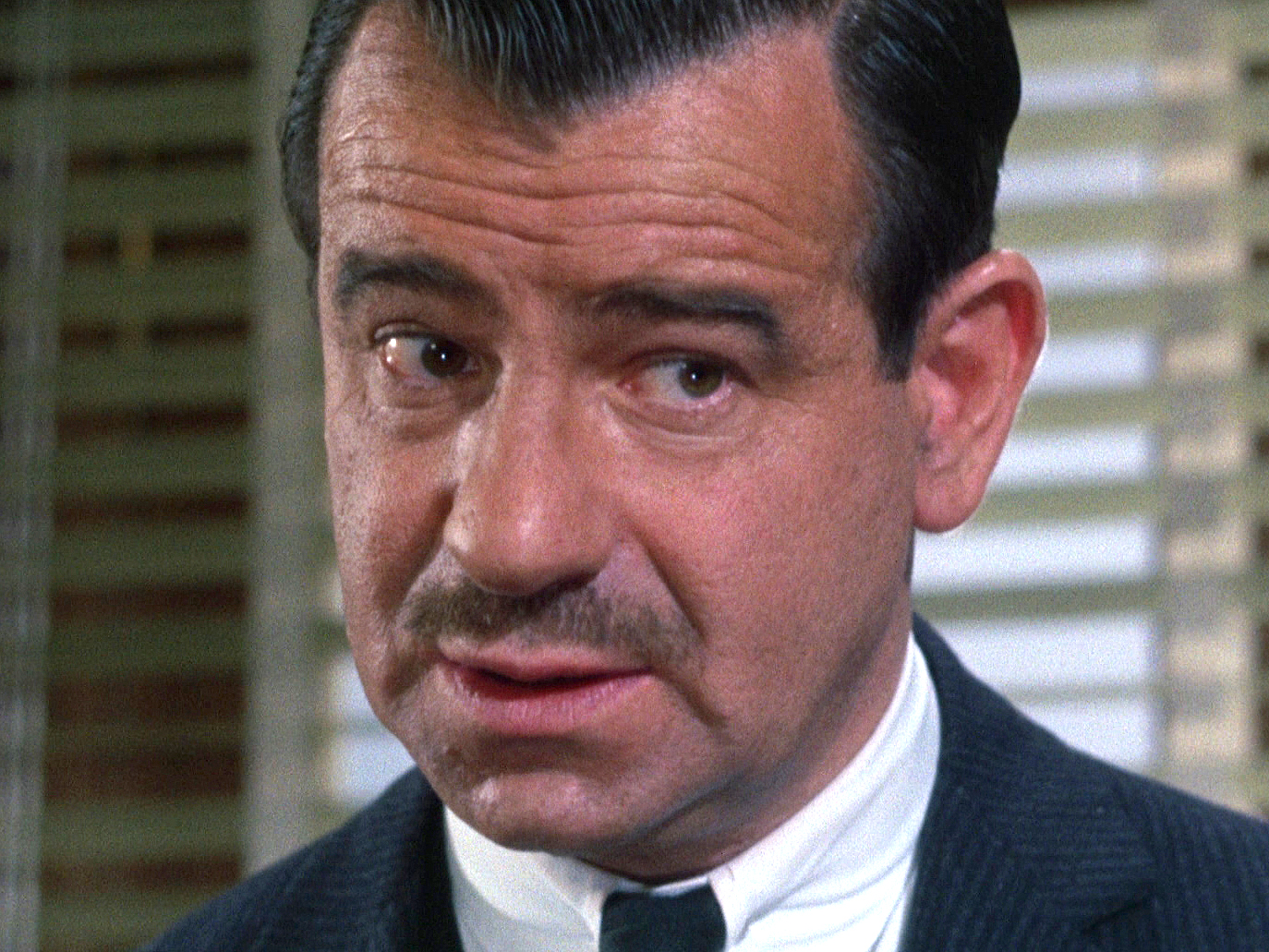
Walter Matthau in Sciarada (1963)

Il suo volto dai lineamenti marcati e rudi influenzò gli inizi della sua carriera, relegandolo per tutti gli anni cinquanta e la prima metà dei sessanta in ruoli minori da caratterista. L'espressione sorniona, l'indole tendenzialmente brontolona (che egli metterà a frutto nelle commedie sofisticate di fine anni sessanta), la fisicità dinoccolata del suo metro e ottantanove di altezza, la mimica capace di alternare maschere impenetrabili ad altre tipicamente umoristiche, permisero a Matthau di dimostrare la propria versatilità di interprete nei più svariati generi, dalle commedie ai film d'azione.
Il primo a volerlo fu Burt Lancaster che lo diresse, in un ruolo minore, nel western Il kentuckiano (1955). Successivamente fu diretto da Elia Kazan in Un volto nella folla (1957), da Richard Quine in Noi due sconosciuti (1960) e da Stanley Donen nel giallo-rosa Sciarada (1963). Nello stesso periodo Matthau si cimentò nella regia, dirigendo sé stesso in Gangster Story (1959).
In seguito apparve in Una nave tutta matta (1964), film di Joshua Logan seguito di La nave matta di Mister Roberts, in Ciao, Charlie (1964), musical di Vincente Minnelli, e nel ruolo di consigliere strategico nel fantapolitico A prova di errore (1964), di Sidney Lumet, in un altro thriller d'azione come Mirage (1965), con Gregory Peck e nella commedia romantica Fiore di cactus (1969), che valse l'Oscar alla miglior attrice non protagonista a Goldie Hawn.

### Il sodalizio con Jack Lemmon
Raggiunse la fama internazionale grazie all'intuito di Billy Wilder, che accoppiò il "burbero" Matthau all' "angelico" Jack Lemmon nella commedia Non per soldi... ma per denaro (Oscar 1966). La coppia Lemmon-Matthau tornerà più volte sullo schermo in film campioni d'incassi come La strana coppia (1968) di Gene Saks e La strana coppia II (1998) di Howard Deutch; Prima pagina (1974) e Buddy Buddy (1982), entrambi di Wilder; Due irresistibili brontoloni (1993) di Donald Petrie e That's Amore - Due improbabili seduttori (1995), ancora di Deutch; Gli impenitenti (1997) di Martha Coolidge. Inoltre i due apparvero, sebbene in scene diverse, nei film drammatici JFK - Un caso ancora aperto (1991) di Oliver Stone e Storie d'amore (1995), diretto dal figlio di Matthau, Charles. Fu inoltre diretto da Lemmon nella sua unica prova dietro la macchina da presa, Vedovo aitante, bisognoso affetto offresi anche babysitter (1971), ruolo che gli fece ottenere un'altra candidatura agli Oscar.
La carriera di Matthau conta anche alcune partecipazioni a film d'azione: Don Siegel lo diresse nel noir Chi ucciderà Charley Varrick? (1973), cui seguirono un altro paio di interpretazioni in L'ispettore Martin ha teso la trappola (1973) e Il colpo della metropolitana (Un ostaggio al minuto) (1974).
Tra gli altri film interpretati, si ricordano È ricca, la sposo e l'ammazzo (1971), il cui protagonista è inizialmente intenzionato a eliminare la ricca consorte, poi si rassegna alla stralunata ingenuità di lei, fino a desistere dai suoi propositi; Appartamento al Plaza (1971), California Suite (1978), 2 sotto il divano (1980), che lo ripropose in una spy-comedy capace di coniugare azione e umorismo, Come ti ammazzo un killer (1982), Quel giardino di aranci fatti in casa (1982) di Herbert Ross, incentrato sull'autorappresentazione dell'uomo di spettacolo sul palcoscenico della vita, Pirati (1986) di Roman Polański. Seguì l'incontro con Roberto Benigni, che scelse Matthau per interpretare il ruolo del sacerdote in Il piccolo diavolo, prima dell'irriverente apologo antipsichiatrico di Lo strizzacervelli, al fianco di Dan Aykroyd: entrambe pellicole datate 1988. Il suo ultimo film fu Avviso di chiamata (2000), di Diane Keaton.

## Vita privata
Matthau si sposò due volte: dal 1948 al 1958 con Grace Geraldine Johnson, dalla quale ebbe due figli, Jenny (1949) e David (1953); poi dal 1959 fino alla morte con l'attrice Carol Grace, dalla quale ebbe il figlio Charles, che diresse il padre in un paio di film televisivi degli anni novanta, oltre ad apparire occasionalmente al suo fianco in alcuni titoli.

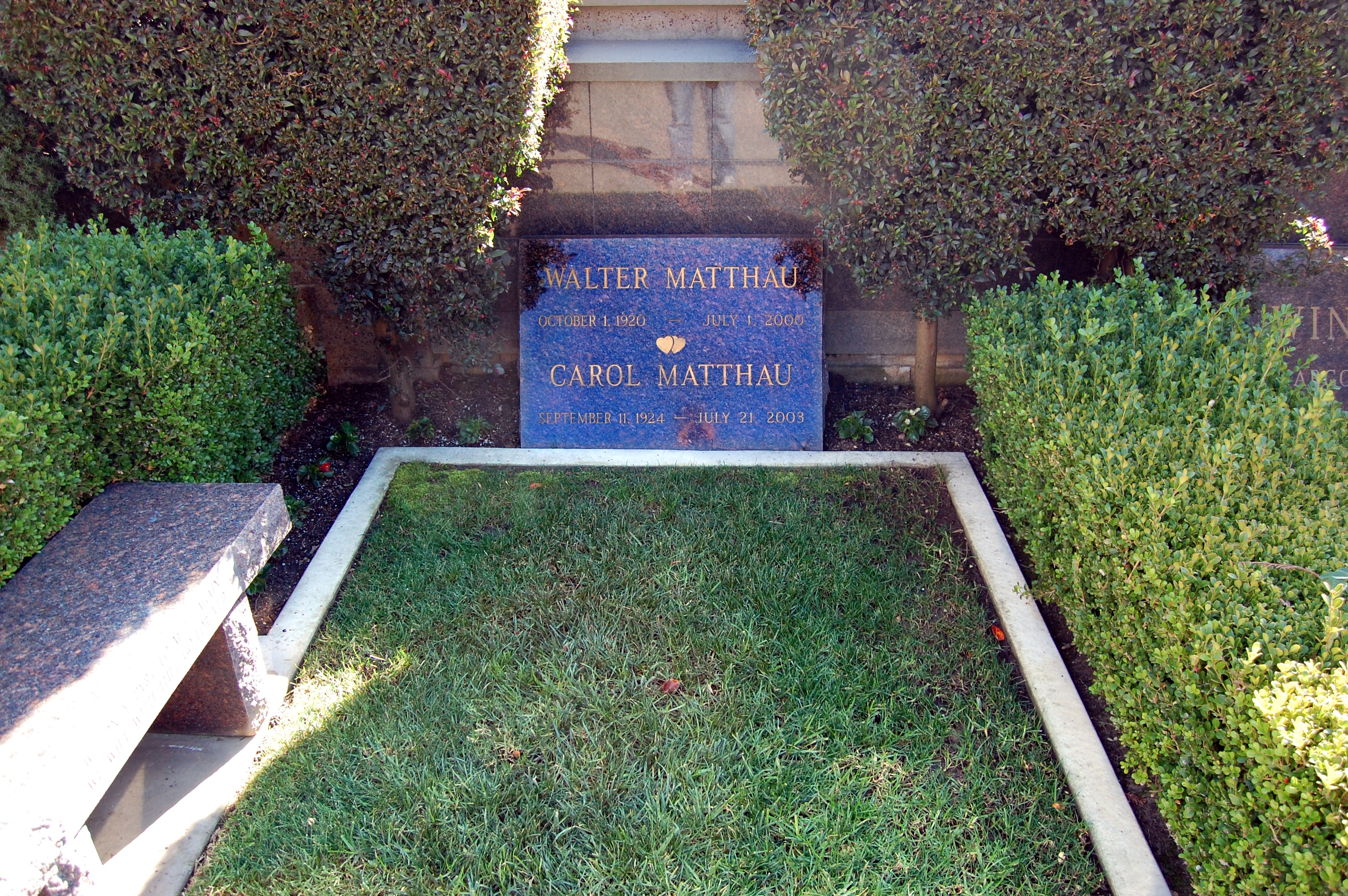
La tomba di Walter Matthau

Matthau morì a 79 anni il 1º luglio 2000 a Santa Monica in California, stroncato da un infarto. Dopo essere stato sottoposto a chirurgia cardiaca nel 1985, i medici gli avevano diagnosticato un cancro al colon che, al momento della morte, si era diffuso nel fegato, ai polmoni e al cervello.
È sepolto nel Westwood Village Memorial Park Cemetery, accanto alla moglie Carol. Nello stesso cimitero riposa anche l'amico Jack Lemmon, che morì l'anno successivo.

## Filmografia

### Cinema

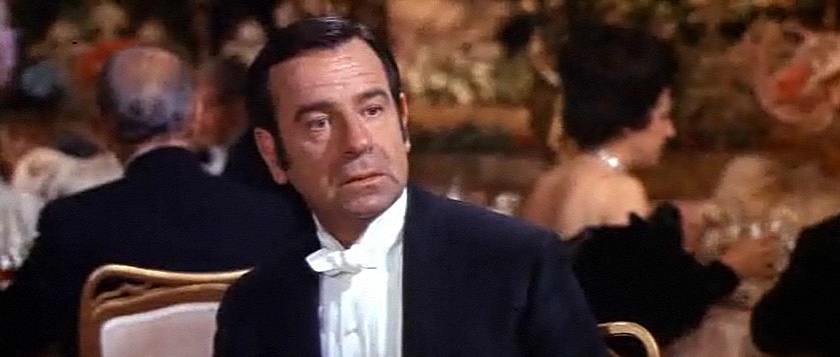
Walter Matthau in Hello, Dolly! (1969)

- Il kentuckiano (The Kentuckian), regia di Burt Lancaster (1955)
- Il cacciatore di indiani (The Indian Fighter), regia di André De Toth (1955)
- Dietro lo specchio (Bigger Than Life), regia di Nicholas Ray (1956)
- Un volto nella folla (A Face in the Crowd), regia di Elia Kazan (1957)
- I bassifondi del porto (Slaughter on Tenth Avenue), regia di Arnold Laven (1957)
- La via del male (King Creole), regia di Michael Curtiz (1958)
- Gli evasi del terrore (Voice in the Mirror), regia di Harry Keller (1958)
- Il sentiero della rapina (Ride the Crooked Trail), regia di Jesse Hibbs (1958)
- È sbarcato un marinaio (Onionhead), regia di Norman Taurog (1958)
- Gangster Story, regia di Walter Matthau (1959)
- Noi due sconosciuti (Strangers When We Meet), regia di Richard Quine (1960)
- Solo sotto le stelle (Lonely Are the Brave), regia di David Miller (1962)
- Come ingannare mio marito (Who's Got the Action?), regia di Daniel Mann (1962)
- L'isola dell'amore (Island of Love), regia di Morton DaCosta (1963)
- Sciarada (Charade), regia di Stanley Donen (1963)
- A prova di errore (Fail-Safe), regia di Sidney Lumet (1964)
- Una nave tutta matta (Ensign Pulver), regia di Joshua Logan (1964)
- Ciao, Charlie (Goodbye Charlie), regia di Vincente Minnelli (1964)
- Mirage, regia di Edward Dmytryk (1965)
- Non per soldi... ma per denaro (The Fortune Cookie), regia di Billy Wilder (1966)
- Una guida per l'uomo sposato (A Guide for the Married Man), regia di Gene Kelly (1967)
- La strana coppia (The Odd Couple), regia di Gene Saks (1968)
- Diario segreto di una moglie americana (The Secret Life of an American Wife), regia di George Axelrod (1968)
- Candy e il suo pazzo mondo (Candy), regia di Christian Marquand (1968)
- Hello, Dolly!, regia di Gene Kelly (1969)
- Fiore di cactus (Cactus Flower), regia di Gene Saks (1969)
- È ricca, la sposo e l'ammazzo (A New Leaf), regia di Elaine May (1971)
- Appartamento al Plaza (Plaza Suite), regia di Arthur Hiller (1971)
- Vedovo aitante, bisognoso affetto offresi anche babysitter (Kotch), regia di Jack Lemmon (1971)
- Un marito per Tillie (Pete 'n' Tillie), regia di Martin Ritt (1972)
- Chi ucciderà Charley Varrick? (Charley Varrick), regia di Don Siegel (1973)
- L'ispettore Martin ha teso la trappola (The Laughing Policeman), regia di Stuart Rosenberg (1973)
- Il colpo della metropolitana (Un ostaggio al minuto) (The Taking of Pelham One Two Three), regia di Joseph Sargent (1974)
- Terremoto (Earthquake), regia di Mark Robson (1974)
- Prima pagina (The Front Page), regia di Billy Wilder (1974)
- I ragazzi irresistibili (The Sunshine Boys), regia di Herbert Ross (1975)
- Che botte se incontri gli "Orsi" (The Bad News Bears), regia di Michael Ritchie (1976)
- Visite a domicilio (House Calls), regia di Howard Zieff (1978)
- Ultimo handicap (Casey's Shadow), regia di Martin Ritt (1978)
- California Suite, regia di Herbert Ross (1978)
- E io mi gioco la bambina (Little Miss Marker), regia di Walter Bernstein (1980)
- 2 sotto il divano (Hopscotch), regia di Ronald Neame (1980)
- Una notte con vostro onore (First Monday in October), regia di Ronald Neame (1981)
- Buddy Buddy, regia di Billy Wilder (1981)
- Quel giardino di aranci fatti in casa (I Ought to Be in Pictures), regia di Herbert Ross (1982)
- Come ti ammazzo un killer (The Survivors), regia di Michael Ritchie (1983)
- Dinosauri a colazione (Movers & Shakers), regia di William Asher (1985)
- Pirati (Pirates), regia di Roman Polański (1986)
- Lo strizzacervelli (The Couch Trip), regia di Michael Ritchie (1988)
- Il piccolo diavolo, regia di Roberto Benigni (1988)
- JFK - Un caso ancora aperto (JFK), regia di Oliver Stone (1991)
- Dennis la minaccia (Dennis the Menace), regia di Nick Castle (1993)
- Due irresistibili brontoloni (Grumpy Old Men), regia di Donald Petrie (1993)
- Genio per amore (I.Q.), regia di Fred Schepisi (1994)
- Storie d'amore (The Grass Harp), regia di Charles Matthau (1995)
- That's Amore - Due improbabili seduttori (Grumpier Old Men), regia di Howard Deutch (1995)
- Una coppia di scoppiati (I'm Not Rappaport), regia di Herb Gardner (1996)
- Gli impenitenti (Out to Sea), regia di Martha Coolidge (1997)
- La strana coppia II (The Odd Couple II), regia di Howard Deutch (1998)
- Avviso di chiamata (Hanging Up), regia di Diane Keaton (2000)

### Televisione
- The Alcoa Hour – serie TV, episodi 1x23-2x23 (1956-1957)
- General Electric Theater – serie TV, episodi 4x26-4x39-10x31 (1956-1962)
- Climax! – serie TV, episodio 4x11 (1957)
- Alfred Hitchcock presenta (Alfred Hitchcock Presents) – serie TV, episodi 4x04-5x07-6x03-7x04 (1958-1961)
- Corruptors (Target: The Corruptors) – serie TV, episodi 1x01-1x16 (1961-1962)
- Gli inafferrabili (The Rogues) – serie TV, episodio 1x01 (1964)
- Profiles in Courage – serie TV, episodi 1x06-1x16 (1964-1965)
- Eroe per un giorno (The Incident), regia di Joseph Sargent – film TV (1990)
- La signora Lambert è fuggita (Mrs. Lambert Remembers Love) – film TV (1991)
- Incidente a Baltimora (Against Her Will: An Incident in Baltimore), regia di Delbert Mann – film TV (1992)
- Un processo in provincia (Incident in a Small Town), regia di Delbert Mann – film TV (1994)

### Regista
- Gangster Story (1959)

## Riconoscimenti
- Premio Oscar
  - 1967 – Miglior attore non protagonista per Non per soldi... ma per denaro
  - 1972 – Candidatura miglior attore protagonista per Vedovo aitante, bisognoso affetto offresi anche babysitter
  - 1976 – Candidatura miglior attore protagonista per I ragazzi irresistibili

- Golden Globe
  - 1967 – Candidatura miglior attore in un film commedia o musicale per Non per soldi... ma per denaro
  - 1969 – Candidatura miglior attore in un film commedia o musicale per La strana coppia
  - 1972 – Candidatura miglior attore in un film commedia o musicale per Vedovo aitante, bisognoso affetto offresi anche babysitter
  - 1973 – Candidatura miglior attore in un film commedia o musicale per Un marito per Tillie
  - 1975 – Candidatura miglior attore in un film commedia o musicale per Prima pagina
  - 1976 – Miglior attore in un film commedia o musicale per I ragazzi irresistibili
  - 1981 – Candidatura miglior attore in un film commedia o musicale per 2 sotto il divano
  - 1981 – Candidatura miglior attore in un film commedia o musicale per Una notte con vostro onore

- Premio Emmy
  - 1963 – candidatura a Primetime Emmy Awards per The DuPont Show of the Week

- British Academy of Film and Television Arts
  - 1970 – Candidatura a miglior attore protagonista per ''Diario segreto di una moglie americana
  - 1974 – Miglior attore protagonista per Un marito per Tillie e Chi ucciderà Charley Varrick?
  - 1977 – Candidatura a miglior attore protagonista per Che botte se incontri gli Orsi e I ragazzi irresistibili

- David di Donatello
  - 1975 – Migliore attore straniero per Prima pagina

## Doppiatori italiani
Nelle versioni in italiano delle opere in cui ha recitato, Walter Matthau è stato doppiato da:
- Renato Turi in Alfred Hitchcock presenta, Noi due sconosciuti, Solo sotto le stelle, Come ingannare mio marito, Sciarada, A prova di errore, Mirage, Non per soldi... ma per denaro, Una guida per l'uomo sposato, La strana coppia, Candy e il suo pazzo mondo, Hello, Dolly!, Chi ucciderà Charley Varrick?, L'ispettore Martin ha teso la trappola, Il colpo della metropolitana (Un ostaggio al minuto), I ragazzi irresistibili, Che botte se incontri gli "Orsi", Visite a domicilio, California Suite, E io mi gioco la bambina, 2 sotto il divano, Una notte con vostro onore, Buddy Buddy, Quel giardino di aranci fatti in casa, Come ti ammazzo un killer, Dinosauri a colazione, Pirati, Il piccolo diavolo
- Pietro Biondi in Ricordo d'amore, Due irresistibili brontoloni, Storie d'amore, That's Amore - Due improbabili seduttori, Una coppia di scoppiati
- Gualtiero De Angelis ne Il kentuckiano, Il cacciatore di indiani, Un volto nella folla, È sbarcato un marinaio
- Mario Pisu in Dietro lo specchio, I bassifondi del porto
- Nando Gazzolo in La via del male, Gli evasi del terrore
- Renato Mori in Dennis la minaccia, Love After Death, Avviso di chiamata
- Gianrico Tedeschi in È ricca, la sposo e l'ammazzo, Appartamento al Plaza
- Ferruccio Amendola in Un marito per Tillie, Prima pagina
- Giorgio Capecchi ne Il sentiero della rapina
- Stefano Sibaldi in Una nave tutta matta
- Luigi Pavese in Ciao, Charlie
- Renzo Palmer in Fiore di cactus
- Giorgio Piazza in Vedovo, aitante, bisognoso di affetto offresi anche baby sitter
- Romano Malaspina in Terremoto
- Glauco Onorato in Lo strizzacervelli
- Antonio Guidi in Eroe per un giorno
- Luciano De Ambrosis in JFK - Un caso ancora aperto
- Sergio Fiorentini in Incidente a Baltimora
- Gianni Bonagura in Genio per amore
- Gil Baroni in Gli impenitenti
- Carlo Baccarini in La strana coppia II